# Cyrano de Bergerac (film, 1950)
Pour les articles homonymes, voir Cyrano de Bergerac.
Pour plus de détails, voir Fiche technique et Distribution.

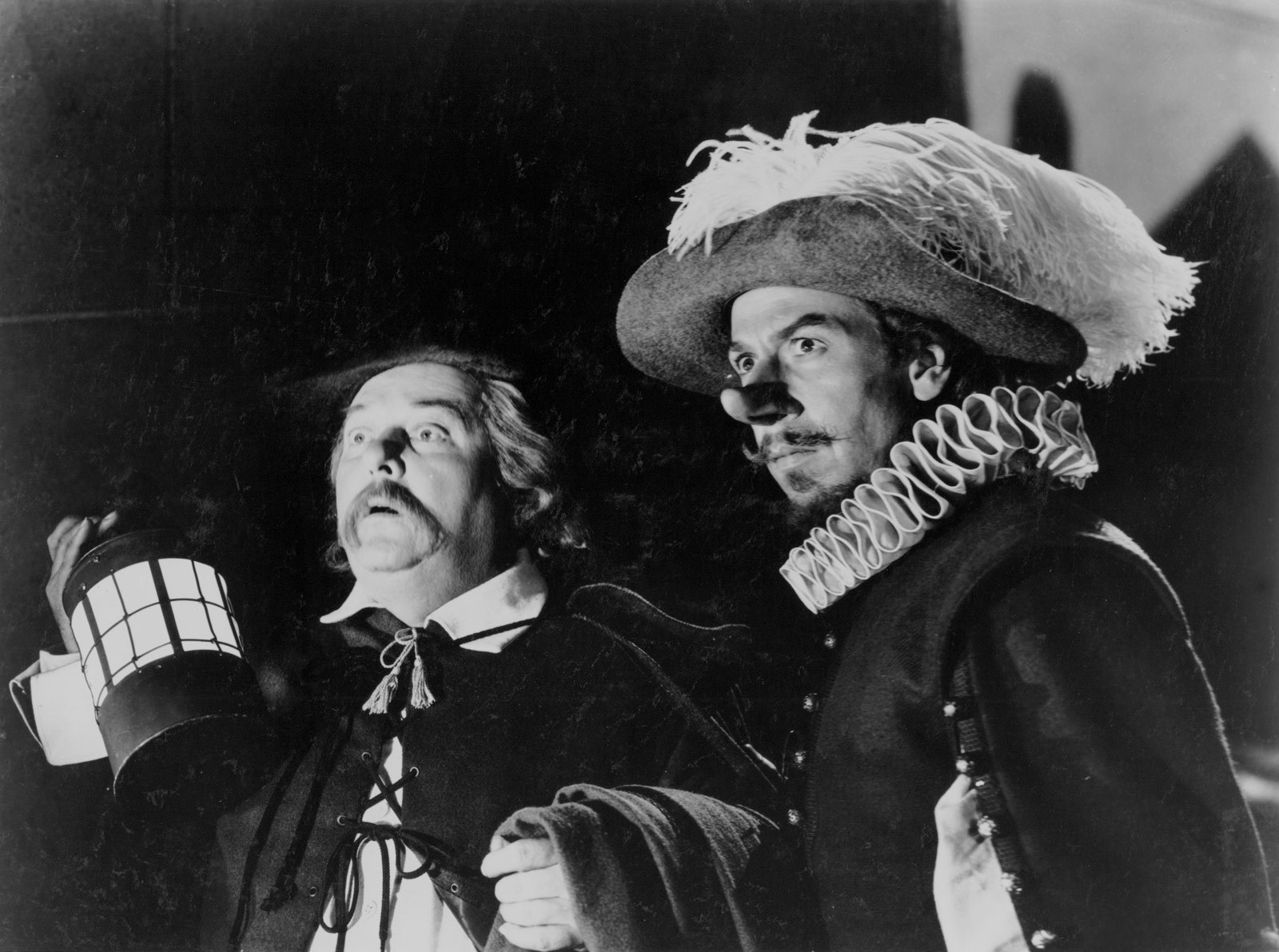
Lloyd Corrigan et José Ferrer

Cyrano de Bergerac est un film américain réalisé par Michael Gordon, sorti en 1950. Il s'agit de l'une des nombreuses adaptations cinématographiques de l'œuvre d'Edmond Rostand, Cyrano de Bergerac.

## Résumé
Dans le Paris du XVIIe siècle, le poète et bretteur Cyrano de Bergerac empêche la représentation d'une pièce de théâtre parce qu'il ne supporte apparemment pas le style pompeux de l'acteur principal, Montfleury. Un jeune aristocrate agacé, le vicomte de Valvert, le provoque alors en duel en insultant banalement l'énorme nez de Cyrano. Celui-ci se moque d'abord de son manque d'esprit, improvisant de nombreuses manières inventives dans lesquelles Valvert aurait pu le formuler au grand amusement du public. Il compose ensuite sur place une ballade pour l'occasion et la récite lors du combat à l'épée. Avec la dernière ligne, il poignarde à mort son adversaire. L'ami de Cyrano, Le Bret, capitaine des gardes de Gascogne, l'avertit qu'il s'est fait de puissants ennemis des amis de sa victime mais Cyrano demeure  insouciant. Lorsque Le Bret le presse de révéler la véritable raison pour laquelle il déteste Montfleury, Cyrano avoue être devenu jaloux en voyant l'acteur sourire à sa belle cousine Roxane. Il avoue aussi être devenu amoureux d'elle mais n'a aucun espoir qu'elle lui soit rendue à cause de son nez. Lorsqu'il reçoit une demande de Roxane pour la voir le matin, il s'enhardit enfin à agir.
De son côté, le chef pâtissier et poète Ragueneau l'approche pour obtenir de l'aide. Ragueneau a appris qu'un noble dont il s'était moqué avec ses vers, le comte De Guiche, a engagé une centaine de voyous pour lui donner une leçon. Cyrano l'escorte la nuit venu et tue huit membres de la horde puis chasse les autres. Le lendemain, avant qu'il ne puisse faire part de ses sentiments à Roxane, celle-ci l'informe qu'elle est tombée amoureuse d'un beau garde, Christian de Neuvillette, bien qu'elle ne lui ait même pas adressé la parole une fois. Cyrano cache sa dévastation et accepte de l'aider. Cyrano se lie d'amitié avec le jeune homme, qui fait partie de son unité des gardes et découvre qu'il est épris de Roxane, mais qu'il est trop incompétent avec les mots pour la courtiser. Pour l'aider, Cyrano compose les lettres d'amour de Christian à Roxane, qu'elle trouve irrésistible. Plus tard, Christian décide qu'il ne veut plus d'aide et essaie de parler à Roxane face à face, mais échoue lamentablement et elle rentre chez elle en colère. Cyrano, caché dans les buissons, vient à son secours, mais cette fois en imitant la voix de Christian et en s'adressant à Roxane depuis son balcon. Il est si éloquent qu'il gagne involontairement un baiser pour Christian de la part de Roxane.
Lorsque l'arrogant comte De Guiche, qui courtise également Roxane, la presse de l'épouser, Cyrano le retarde assez longtemps pour qu'elle épouse Christian à la place. Furieux, De Guiche, le commandant de Christian, lui ordonne de rejoindre immédiatement asa compagnie qui part faire la guerre contre les Espagnols, empêchant le couple de passer leur nuit de noces ensemble. Avec Cyrano également sous ses ordres, De Guiche gagne le respect de l'épéiste par sa conduite dans la guerre. Depuis le front, Cyrano envoie chaque jour des lettres à Roxane, soi-disant écrites par Christian. Roxane rend visite à son mari au camp et lui dit qu'elle est maintenant tombée amoureuse de lui non seulement pour son apparence mais à cause de ses paroles, et qu'elle l'aimerait même s'il était laid. Réalisant qu'elle aime vraiment Cyrano, Christian obtient de sa rivale qu'elle accepte de dire la vérité à Roxane et de la laisser décider entre eux. Mais avant que l'occasion ne se présente, Christian se porte volontaire pour une mission dangereuse et est mortellement blessé, faisant taire Cyrano.
Roxane entre dans un couvent en deuil. Les années passent, Cyrano visitant Roxane chaque semaine, ayant pris sa retraite de l'armée et écrivant des articles satiriques se moquant de la noblesse. De Guiche, qui s'est également lié d'amitié avec elle et en est venu à respecter Cyrano, a entendu un courtisan comploter contre Cyrano. De Guiche avertit Roxane que la vie de Cyrano pourrait être en danger. Une nuit, Cyrano est attiré dans une embuscade où le poète est renversé par une voiture. Proche de la mort, il cache ses blessures et va pour la dernière fois à son rendez-vous avec Roxane. Son amour secret pour Roxane est enfin révélé lorsqu'il récite de mémoire la dernière de ses lettres d'amour, qu'elle a conservée, mais il est trop tard. Cyrano sombre d'abord dans le délire, puis meurt, laissant Roxane pleurer une seconde fois.

## Fiche technique
- Titre : Cyrano de Bergerac
- Réalisation : Michael Gordon
- Scénario : Carl Foreman et Brian Hooker d'après la pièce éponyme de Edmond Rostand
- Production : George Glass producteur associé et Stanley Kramer
- Société de production : Stanley Kramer Productions
- Société de distribution : United Artists
- Musique : Dimitri Tiomkin
- Photographie : Franz Planer
- Montage : Harry W. Gerstad
- Décors : Rudolph Sternad et Edward G. Boyle
- Costumes : Dorothy Jeakins, Joe King et Ann Peck
- Pays de production : États-Unis
- Format : Noir et blanc - Son : Mono (Western Electric Recording)
- Genre : Comédie dramatique
- Durée : 112 minutes
- Dates de sortie : 
  - États-Unis : 16 novembre 1950
  - France : 6 novembre 1951

## Distribution

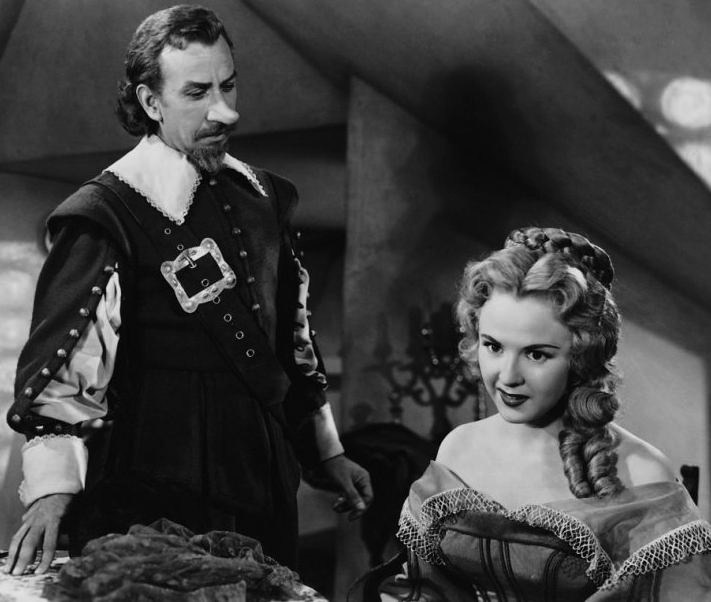
José Ferrer et Mala Powers.

- José Ferrer (VF : Jean Martinelli) : Cyrano de Bergerac
- Mala Powers (VF : Yvonne Gaudeau) : Roxane
- William Prince (VF : Jacques Dacqmine) : Christian de Neuvillette
- Morris Carnovsky (VF : Gabriel Sardet) : Le Bret
- Ralph Clanton (VF : Roger Tréville) : Antoine Comte de Guiche
- Lloyd Corrigan (VF : Jacques Ferréol) : Ragueneau
- Virginia Farmer (VF : Cécile Didier) : Duenna
- Edgar Barrier : Cardinal de Richelieu
- Elena Verdugo (VF : Denise Provence) : Orange Girl
- Albert Cavens : Vicomte de Valvert
- Arthur Blake : Montfleury
- Percy Helton : Bellerose
- Virginia Christine : Sœur Marthe
- Don Beddoe : Le fâcheux
- Francis Pierlot : Le moine capucin
- Philip Van Zandt : L'annonceur
- John Crawford : Un cadet

## Récompenses et distinctions
- Oscar du meilleur acteur pour José Ferrer
- Golden Globe du meilleur acteur dans un film dramatique pour José Ferrer